# William Gregor
William Gregor (* 25 de diciembre de 1761-11 de junio de 1817) fue un clérigo inglés y mineralólogo que descubrió el metal elemental del titanio.

## Biografía
Nació en Trewarthenick, Cornualles (Inglaterra), hijo de Francis Gregor y Mary Copley. Fue educado en el Bristol Grammar School, donde se interesó desde muy joven en química. Tras dos años entró como St John's College, Cambridge, lugar en el que se graduó en 1784. Tras haber alcanzado el MA se trasladó a Diptford en Devon. Se casó con Charlotte Anne Gwatkin en 1790 y tuvo con ella una hija.
- Datos: Q498817
- Multimedia: William Gregor / Q498817